# Parafia św. Antoniego z Padwy w Wojkowicach

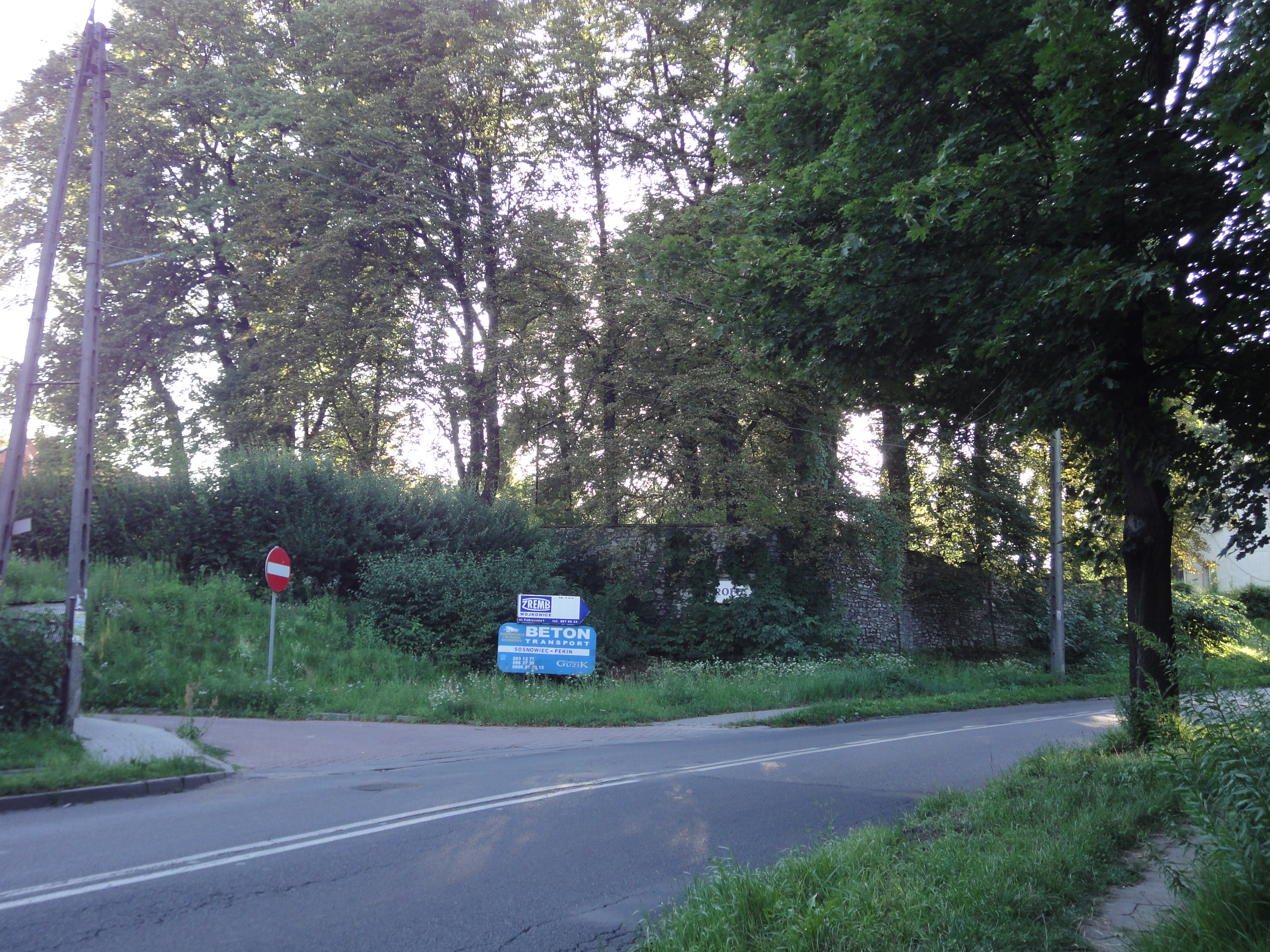
Miejsce, w którym stał kościół św. Jana Nepomucena

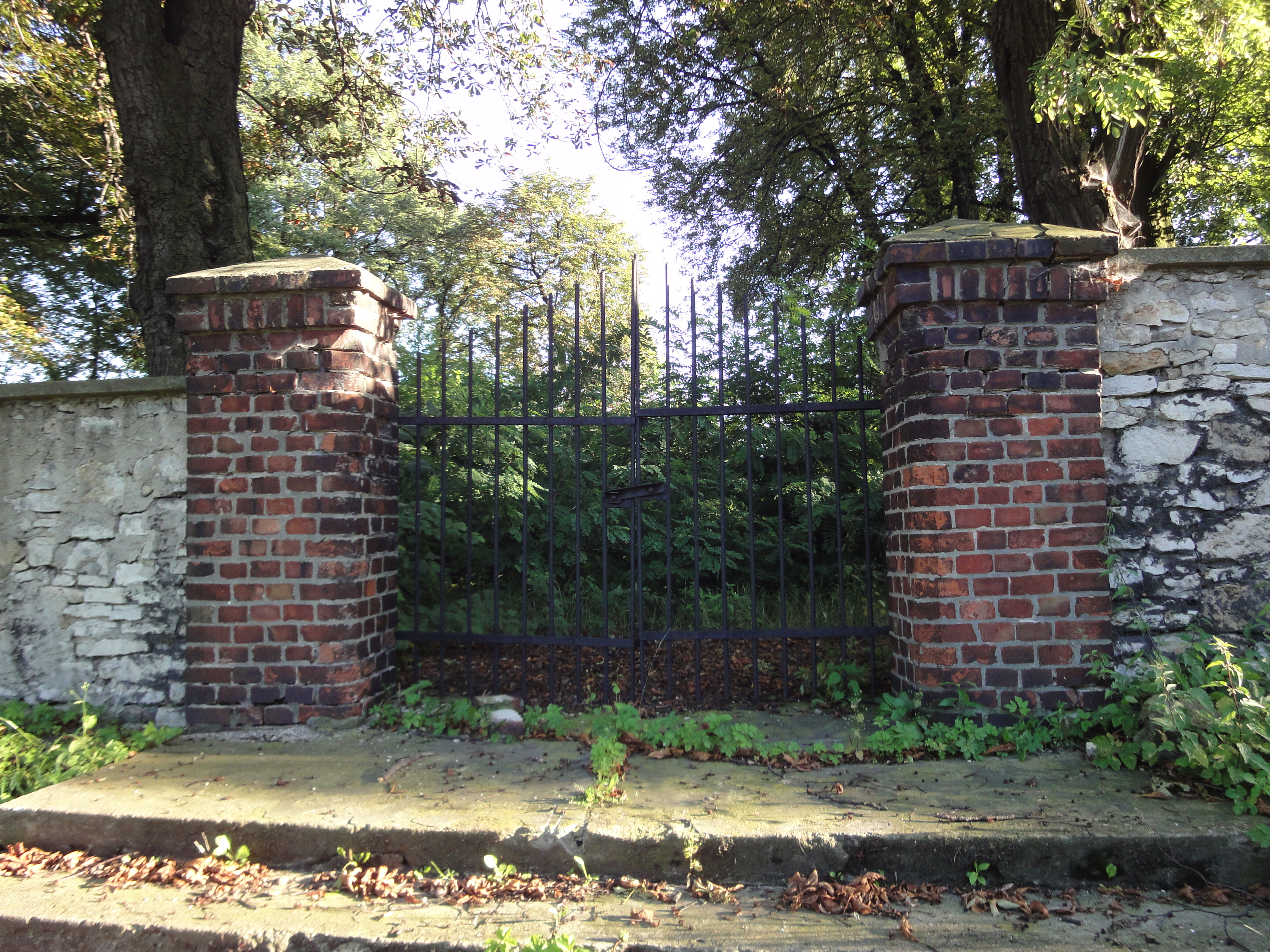
Brama do nieistniejącego już kościoła św. Jana Nepomucena

Parafia św. Antoniego z Padwy w Wojkowicach – rzymskokatolicka parafia należy do dekanatu czeladzkiego, w diecezji sosnowieckiej.

## Historia
18 czerwca 1910 roku w Wojkowicach Komornych z inicjatywy biskupa kieleckiego Augustyna Łosińskiego, został utworzony ośrodek duszpasterski dla przybyłej ludności do nowo utworzonej przez Towarzystwo Górniczo-Przemysłowe „Saturn", kopalni węgla kamiennego „Jowisz". W lipcu przybył ks. Tomasz Brzozowski, który był wikariuszem parafii Czeladź. Początkowo msze święte odprawiano w drewnianej, a następnie murowanej kapliczcepw. św. Jana Nepomucena, która była kościołem filialnym parafii w Czeladzi. W 1925 roku tereny te weszły w skład nowej diecezji częstochowskiej. Po uruchomieniu kopalni i wybudowaniu cementowni „Saturn" kaplica okazała się zbyt mała, więc zdecydowano o budowie nowego kościoła. 
27 stycznia 1927 roku została erygowana parafia w Wojkowicach Komornych. 8 października 1929 roku rozpoczęto kopanie fundamentów kościoła, według projektu architektów Stefana Szyllera i Wiesława Kononowicza. 7 października 1930 roku Urząd Wojewódzki w Kielcach oficjalnie zatwierdził projekt architektoniczny i wydał pozwolenie na budowę świątyni i plebanii. 8 czerwca 1931 roku rozpoczęto wznoszenie ścian kościoła. W 1936 roku odprawiono pierwsze nabożeństwo w kościele będącym w trakcie budowy, a 5 września 1937 roku poświęcono kamień węgielny. Patronem kościoła został św. Antoni Padewski, a parafii św. Jan Nepomucen. 
W czasie II wojny światowej, prace budowlane wstrzymano. W 1948 roku rozpoczęto budowę plebanii. 29 i 30 września 1956 roku bp częstochowski Zdzisław Goliński dokonał konsekracji kościoła. W 1959 roku kościółek św. Jana Nepomucena został rozebrany. 31 grudnia 1961 roku osiedle Wojkowice Komorne i gromada Żychcice zostały połączone jako osiedle Wojkowice, które w 1962 roku otrzymało prawa miejskie. W 1967 roku parafia zmieniła nazwę na pw. św. Antoniego Padewskiego. 25 marca 1992 roku parafia weszła w skład nowej diecezji sosnowieckiej.

## Proboszczowie
- 1910–1926. ks. Tomasz Brzozowski (wikariusz filialny parafii Czeladź)[2][3][4][5][6]
- 1927–1928. ks. Wincenty Olejnik[7]
- 1928–1945. ks. Antoni Sewerynek[8]
- 1945–1975. ks. kan. Antoni Kańtoch
- 1975–1978. ks. kan. Piotr Marchewka
- 1978–1981. ks. Edward Łyczbiński
- 1981–1989. ks. Stanisław Buchalski
- 1989–2002. ks. kan. Józef Ośródka
- 2002–2011?. ks. kan. Leszek Kołczyk[9]
- 2011? – nadal ks. prał. Ryszard Adrjanek

## Zasięg parafii
Ulice: Brzeziny, Długosza, Fabryczna, Fitelberga, Głowackiego, Granitowa, Harcerska, Karłowicza, Kasprowicza, Kopalniana, Morcinka, Nowa, Paderewskiego, PCK, Proletariatu, Plaka (domy jednorodzinne – prawa strona), Plaka – Osiedle Bloki, Połaniecka (nr 5, 9, 11), Pułaskiego (nr 5, 7, 9), Sobieskiego (nr 1–231 i 6–288), Strażacka, Sucharskiego, Szymanowskiego, Wasilewskiej, Zacisze, Zaułek.